# Avro Canada VZ-9AV

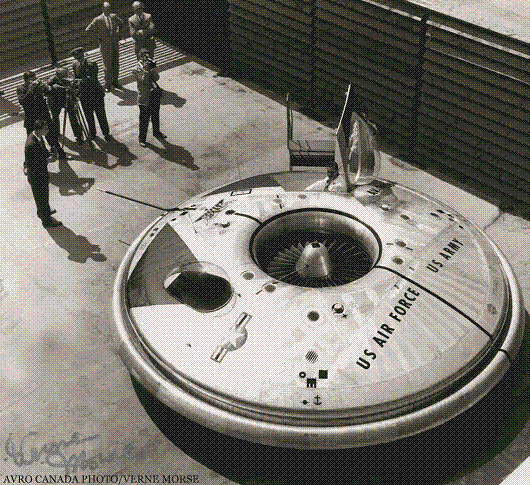
Avro Canada VZ-9AV

Avro Canada VZ-9AV prescurtat "Avrocar" a fost inițial un proiect canadian, ulterior un proiect militar secret nord-american în perioada Războiului Rece, care voia să producă un obiect asemănător unui UFO, care trebuia să folosească la decolare efectul Coandă și să aterizeze vertical ca un avion VTOL (Vertical Take-Off and Landing).
Construcția obiectului zburător a fost începută de Avro Canada, în anul 1952,  proiectul fiind oprit de guvernul canadian în anul 1954, din cauza cheltuielilor mari. Astfel, finanțarea proiectului militar a fost preluată de SUA iar în anul 1958 US Air Force a preluat complet controlul asupra proiectului secret, care va fi numit Avro Canada VZ-9AV "Avrocar".
Au fost construite două prototipuri, avioanele fiind poreclite "Farfurii zburătoare" (Flying Saucer). Ele trebuiau să poată transporta o greutate de 450 kg, în care inclus și echipajul, să atingă o viteză de 483 km/h și o înălțime de zbor de 3.000 m. Al doilea prototip (S/N #59-4975) a zburat pentru prima oară în noiembrie 1959 în Malton, Ontario, pe când primul prototip (S/N #58-7055) a zburat prima oară abia în mai 1961, lângă Moffett Field, California. A zburat în total 75 de ore, fiind pilotat de maiorul Walter J. Hodgson.

## Date tehnice
| Avro Canada VZ-9AV |                                                              |
| Dimensiuni         | Date                                                         |
| Diametru           | 5,5 m                                                        |
| Înălțime           | 1,47 m                                                       |
| Motor              | 3x Continental J69-T9 Turbojets mit je 417 kp (4090 N) Schub |
| Viteza max.        | ca. 480 km/h (plan.), real ca. 48 km/h                       |
| Echipaj            | un pilot un observator                                       |
| Înălțime de zbor   | ca. 3.000 m (plan.t), real ca. 0,9 m                         |
| Greutate gol       | 2.095 kg                                                     |
| Greutate la zbor   | 2.563 kg                                                     |

## Literatură
- Campagna, Palmiro: Requiem for a Giant, A.V. Roe Canada and the Avro Arrow. Dundurn Press, Toronto 2003, ISBN 1-4175-9815-8
- Whitcomb, Randall: Avro Aircraft & Cold War aviation. Vanwell Publishing, St. Catharines 2002, ISBN 1-55125-082-9
- Zuk, Bill: Avrocar: Canada's flying saucer : the story of Avro Canada's secret projects. Mills Pressm, Boston 2001, ISBN 1-55046-359-4